# Тобольська вулиця
Тобольська вулиця — назва вулиць у населених пунктах держав України.

## Україна
- Тобольська вулиця — вулиця у місті Горлівка.
- Тобольська вулиця — вулиця у місті Донецьк.
- Тобольська вулиця — вулиця у селищі Розсипне Горлівського району Донецької області.

### Колишні назви
- Тобольська вулиця — колишня назва вулиці Вартових Неба у місті Харків.
- Тобольська вулиця — колишня назва Таванської вулиці у місті Дніпро.
- Тобольська вулиця — колишня назва вулиці Миколи Коробка у місті Кривий Ріг.
- Тобольська вулиця — колишня назва Проліскової вулиці у місті Запоріжжя.